# Vikingbloed
Vikingbloed is een alcoholische drank, die wordt gemaakt door kersen samen met honing te laten gisten. Het is een variant van mede.
Het wordt voornamelijk gedronken in het zuiden van Duitsland, waar het een bekende drank is. Een variant van de drank ontstaat als het met kersensap wordt gemengd, hierdoor krijgt de drank een roodachtige kleur. De drank wordt vaak gedronken uit een drinkhoorn zoals de Vikingen gebruikten. Vandaar de naam van deze drank.